# Jean-Baptiste Levée
Jean-Baptiste Levée, né le 9 octobre 1981, est un créateur de caractères et calligraphe français.
Il est l'auteur de nombreux caractères pour des marques tels qu'Air Inuit, Carrefour, Renault, Courrèges, le Grand Palais ou l'orchestre de Paris ainsi que plusieurs magazines et journaux : Libération, Vanity Fair, Sciences & Avenir, Trax... Ses créations ont été distinguées à de nombreuses reprises et sont présentes dans les collections du CNAP, de la Bibliothèque nationale de France et de plusieurs autres musées européens. Il est vice-président de l'ATypI, dont il est également membre du conseil d'administration.

## Biographie
Né en 1981, Jean-Baptiste Levée étudie d'abord la communication visuelle à l’École Estienne avant d'intégrer le DSAA création typographique de cette même école dont il sort diplômé en 2004,. Il y suit les cours de Franck Jalleau, Michel Derre, Margaret Gray et Sébastien Morlighem. À l'issue de ses études, il travaille en tant qu'assistant auprès de Christophe Badani (Le Typophage).
De 2004 à 2006, il est le directeur artistique du label de musique classique Ambroisie, avant son acquisition par Naïve, mais commence à exercer en tant que freelance dès 2005. Il commence alors sa collaboration avec Jean François Porchez au sein de Typofonderie.
En 2006, il prend la suite de Porchez comme représentant français au sein de l'Association typographique internationale, avant d'en devenir vice-président en 2017.
En 2010, Jean-Baptiste Levée, Bruno Bernard, Stéphane Buellet et Patrick Paleta fondent le Bureau des affaires typographiques (B.A.T), première fonderie numérique collaborative française. Levée est chargé de la direction technique et de la production des fontes. Il commercialise deux de ses caractères, le Synthèse (avec Gilles Poplin) et l'Acier (une numérisation d'un caractère de Cassandre), aux côtés de publications de son collègue Bruno Bernard et de son ancien professeur Franck Jalleau.
En 2011, il fait partie des créateurs contemporains à être interviewé sur le site Garamond Culture, mis en ligne par le ministère de la Culture à l'occasion de la célébration du 450e anniversaire de la mort de Claude Garamond.
En février 2012, à la fermeture du blog Le Typographe auquel il contribuait régulièrement, il co-fonde avec Pauline Nuñez & Jérémie Baboukhian le site Pointypo, site d'actualité typographique en français. En avril 2012, il est chargé d'un dossier spécial du magazine Étapes : 203 sur les créateurs de caractères français en activité. Une démarche de valorisation de la scène française qui fait suite à son exposition itinérante Lettres types, nouvelle création typographique en France présentée entre novembre 2011 et octobre 2012 en France et à Hong-Kong.
En 2013, Levée quitte le Bureau des affaires typographiques pour se concentrer sur son travail personnel.
En janvier 2014, l'intégralité des documents de travail du Panorama, un caractère de Levée en développement depuis 2003, entrent dans les collections du CNAP, devenant ainsi le premier caractère typographique à entrer dans une collection publique nationale. Au mois d'avril de la même année, il lance sa propre fonderie numérique : Production Type.
En juin 2015, Levée et son équipe sont à l'origine des caractères typographiques exclusifs de la nouvelle maquette de Libération,. À partir de septembre 2015, Levée assure, en collaboration avec le studio Large, la direction artistique du magazine Trax,.
Le 31 décembre 2015, l'entreprise Production Systems absorbe le Bureau des affaires typographiques, dont Levée devient l'unique propriétaire.

## Caractères
Quelques caractères conçus par Jean-Baptiste Levée :
- Acier
- Beaux-Arts Didot
- Cobalte
- Cogito
- Countach
- Enfantine
- Gemeli

Gemeli Mono
Gemeli Micro
- Granville
- Minotaur

Minotaur Sans
Minotaur Beef
- Origin Super Condensed
- Panorama
- Proto Grotesk

Proto Slab
- Synthèse

Caractères pour entreprises ou périodiques :
- Air Inuit Sans[17]
- Carrefour Origin[18]
- Columbia (pour Sciences et Avenir)[19]
- Courrèges[20]
- Fournier ODP[21]
- Libé Sans et Libé Typewriter (pour Libération)[12]
- Renault Carname[22]
- RMNGP (pour la Réunion des musées nationaux et le Grand Palais)[23]
- Thiepval[15]
- Vanité[24]

## Enseignement
Depuis 2012, Jean-Baptiste Levée est l'un des quatre enseignants du post-diplôme « Typographie & langage » de l'École supérieure d'art et de design d'Amiens. Il donne également de nombreux workshops en France et dans le monde.
Jusqu'en 2015, il a enseigné la typographie à l'École supérieure d'arts et médias de Caen et à l'université de Corte de 2008 à 2018.

## Publications

### Spécimen
- Épreuves des caractères, vignettes et ornements disponibles au catalogue général de la fonderie de Jean-Baptiste Levée, 569 p., Jean-Baptiste Levée Typography, septembre 2011[25]

### Livre
- Lettres type : un état de la commande dans la création typographique contemporaine en France, Ypsilon éditeur, octobre 2012, 128 p.  (ISBN 978-2-35654-021-8)